# Svalbard và Jan Mayen
Svalbard và Jan Mayen là tên gọi được xác định trong bảng mã quốc hai ký tự ISO 3166-1, một phần trong vùng lãnh thổ của Na Uy ở Bắc Băng Dương, được phân rõ thành hai khu vực: Svalbard và Jan Mayen hoàn toàn độc lập với nhau về mặt hành chính.
Quần đảo Bắc cực Svalbard được đặt trong phạm vi chủ quyền của Na Uy, và có một tình trạng đặc biệt, được công nhận bởi Hiệp định Svalbard. Svalbard không được công nhận bởi Thỏa ước Schengen, chính vì thế các cư dân du nhập đến đây có thể sống và làm việc mà không cần xuất trình visa. Svalbard được quản lý bởi một Thống đốc trực tiếp báo cáo lên Bộ trưởng Công lý và Cảnh sát Na Uy.
Hòn đảo xa xôi Jan Mayen là một vùng lãnh thổ được sáp nhập vào Na Uy, nhưng nó không có tình trạng đặc biệt như Svalbard. Từ năm 1930 đến 1994, Jan Mayen đặt dưới sự cai quản của Thống đốc Svalbard; từ năm 1995, nơi đây nhận được sự quản lý từ đảo chính thông qua Hội đồng quản hạt Nordland. Jan Mayen không có vị trí địa lý gần gũi (hai vùng lãnh thổ cách nhau khoảng 1000 km) cũng như không có mối quan hệ về mặt hành chính - chính trị với Svalbard. Một ví dụ điển hình, đó là việc đề xuất sử dụng mã quốc gia riêng cho Svalbard của Bộ đặc trách Hải ngoại của Na Uy (bao gồm cả Mayen).
Với mã vùng viết tắt bằng 2 chữ 'SJ' trong ISO 3166-1 alpha-2, Svalbard và Jan Mayen có thể cùng nhau hợp tác, chia sẻ, khai thác mã quốc gia. Tuy nhiên, các công dân của Svalbard và Jan Mayen thường chỉ dùng .no, mã vùng của Na Uy, trong khi .sj lại không được dùng.